# Miłki
Miłki [ˈmʲiwkʲi] (deutsch Milken) ist ein Dorf im Powiat Giżycki der Woiwodschaft Ermland-Masuren in Polen. Es ist Sitz der gleichnamigen Landgemeinde mit 3703 Einwohnern (Stand 31. Dezember 2020).

## Geographische Lage
Miłki liegt 14 Kilometer südöstlich von Giżycko (Lötzen) im ehemaligen Ostpreußen am Ostufer des Jezioro Miłkowskie (Wobel-See) in der Masurischen Seenplatte.

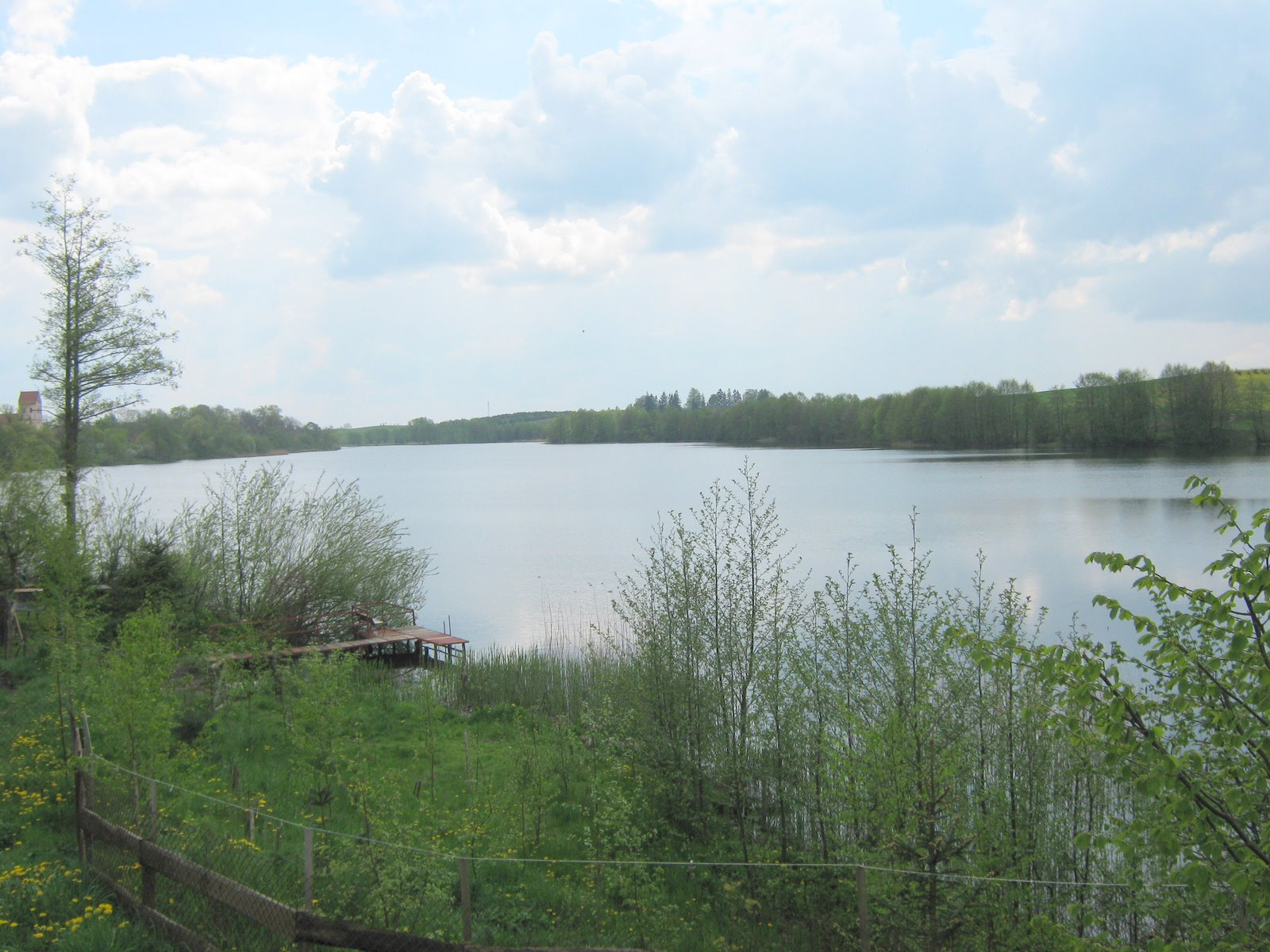
Blick auf den Jezioro Miłkowskie mit dem Kirchturm von Miłki

## Geschichte
Milken wurde 1475 erstmals urkundlich erwähnt. Etwa 1481 wurde die Kirche erbaut. 1625 waren die Einwohner des Dorfes ausschließlich polnisch, 1656 fielen die Kosaken in Milken ein.
Zwischen 1818 und 1945 war Milken zum preußischen Kreis Lötzen im Regierungsbezirk Gumbinnen der Provinz Ostpreußen zugehörig. Der Ort wurde am 29. März 1874 Amtsdorf und namensgebend für einen Amtsbezirk, der bis 1945 bestand.
1910 waren in Milken 591 Einwohner registriert. Ihre Zahl stieg bis 1933 auf 871 und belief sich 1939 bereits auf 953.
Aufgrund der Bestimmungen des Versailler Vertrags stimmte die Bevölkerung im Abstimmungsgebiet Allenstein, zu dem Milken gehörte, am 11. Juli 1920 über die weitere staatliche Zugehörigkeit zu Ostpreußen (und damit zu Deutschland) oder den Anschluss an Polen ab. In Milken stimmten 580 Einwohner für den Verbleib bei Ostpreußen, auf Polen entfielen keine Stimmen.
Nach dem Ende des Zweiten Weltkrieges kam der Ort mit dem gesamten südlichen Ostpreußen zu Polen und erhielt die polnische Namensform „Miłki“. Im Dorf leben etwa 650 Einwohner. Es ist Sitz der Gmina Miłki und gehört zum Powiat Giżycki, von 1975 bis 1998 zur Woiwodschaft Suwałki, seither zur Woiwodschaft Ermland-Masuren.

### Amtsbezirk Milken (1874–1945)
Zwischen 1874 und 1945 bildete Milken einen Amtsbezirk im Kreis Lötzen. Ihm gehörten ursprünglich acht Dörfer an, am Ende waren es noch sieben:
| Name          | Änderungsname 1938 bis 1945 | Polnischer Name | Bemerkungen                   |
| ------------- | --------------------------- | --------------- | ----------------------------- |
| Czyprken      | (ab 1928:) Freiort          | Czyprki         |                               |
| Lipiensken    | (ab 1927): Lindenwiese      | Lipińskie       |                               |
| Marczinawolla | (ab 1929:) Martinshagen     | Marcina Wola    |                               |
| Milken        |                             | Miłki           |                               |
| Mniechen      | (ab 1928:) Münchenfelde     | Miechy          |                               |
| Ogrodtken     |                             | Ogródek         | nach Wissowatten eingemeindet |
| Sczepanken    | Tiefen                      | Szczepanki      |                               |
| Wissowatten   |                             | Wyszowate       |                               |

Am 1. Januar 1945 waren noch Freiort, Lindenwiese, Martinshagen, Milken, Münchfelde, Tiefen und Wissowatten in den Amtsbezirk eingegliedert.

## Kirche

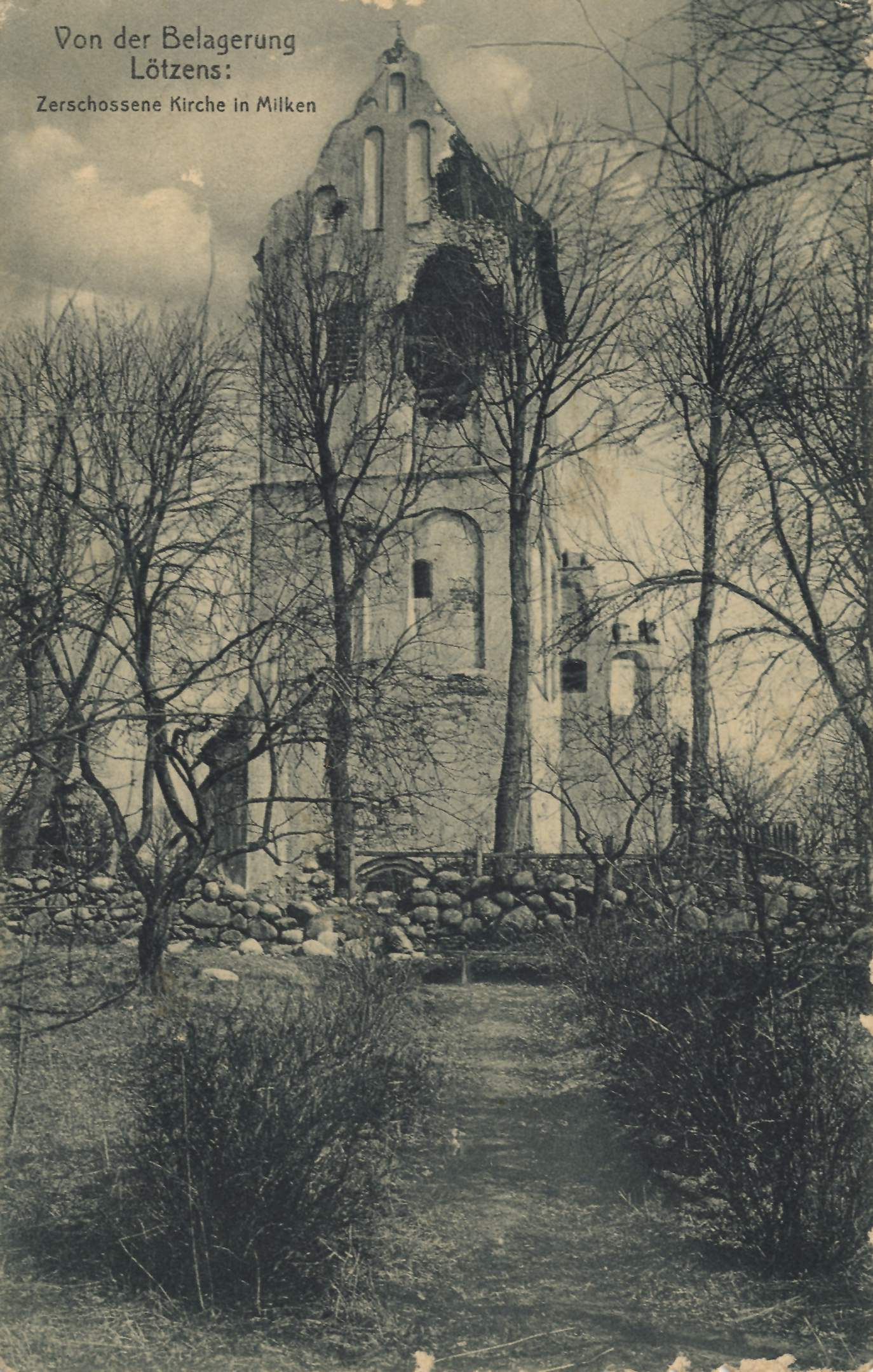
Kriegsschäden an der Kirche (1914)

### Kirchengebäude
Bereits in vorreformatorischer Zeit war Milken ein Kirchdorf. Die Grundmauern der Kirche, die man zu den ältesten Kirchen Masurens zählt, stammen aus dem zu Ende gehenden 15. Jahrhundert. Nach einem Brand im Jahre 1656 wurde das Gotteshaus 1669 wieder aufgebaut. Nach 1945 wurde es eine katholische Pfarrkirche mit dem Namen „Kirche der Mutter Gottes, der Königin von Polen“ (Muttergotteskirche), die nach umfangreichen Restaurierungsarbeiten nun in der Ausstattung und Gestaltung der römisch-katholischen Liturgie angepasst ist.

### Kirchengemeinde

#### Evangelisch
Seit der Reformation bis zum Jahre 1945 war die Milkener Kirche ein evangelisches Gotteshaus. Das weitflächige Kirchspiel, das 1925 insgesamt 6058 Gemeindeglieder in nahezu 30 Orten, Ortschaften und Wohnplätzen zählte, gehörte bis 1945 zum Kirchenkreis Lötzen in der Kirchenprovinz Ostpreußen der Kirche der Altpreußischen Union. Aufgrund von Flucht und Vertreibung der einheimischen Bevölkerung brach 1945 das kirchliche Leben ein. In Miłki jetzt lebende evangelische Kirchenglieder sind in die evangelische Pfarrkirche in Giżycko (Lötzen) mit der Filialgemeinde Wydminy (Widminnen) innerhalb der Diözese Masuren der Evangelisch-Augsburgischen Kirche in Polen eingepfarrt.

#### Römisch-katholisch
Vor 1945 waren die zahlenmäßig wenigen katholischen Einwohner Milkens in die Pfarrkirche St. Bruno in Lötzen integriert. Seit 1945 ist die vorher evangelische Kirche in Miłki katholische Pfarrkirche. Sie ist Teil des Dekanats Giżycko – św. Krzystofa im Bistum Ełk (Lyck) der Römisch-katholischen Kirche in Polen.

## Gemeinde
Die Landgemeinde Miłki erstreckt sich über ein Gebiet von 169,43 km² rund um das Dorf Miłki mit zentralem Amtssitz. 65 % der Gemeindefläche werden landwirtschaftlich, 14 % forstwirtschaftlich genutzt. Zur Landgemeinde (gmina wiejska) Miłki gehören das Dorf selbst und 17 weitere Dörfer mit Schulzenämtern (sołectwa).

## Bauwerke

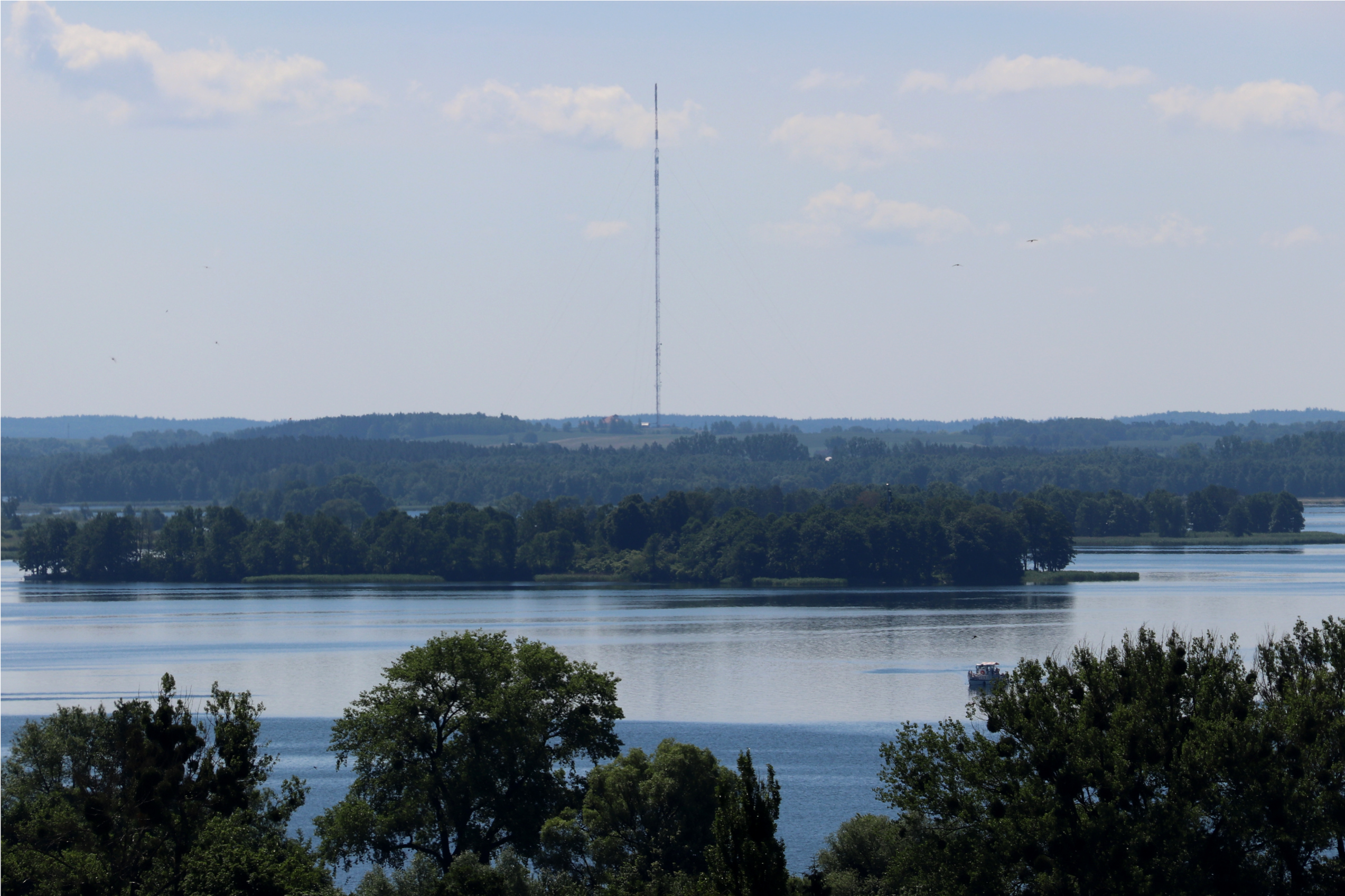
Der weithin sichtbare Sendemast Miłki im Hintergrund des Niegocin (Löwentin-See)

Im Nordwesten von Miłki nahe der Straße nach Przykop (Przykopp) befindet sich bei 53°56'16" nördlicher Breite und 21°50'41" östlicher Länge eine Sendeanlage für UKW und TV mit einem 327 Meter hohen Sendemast.

## Verkehr
Miłki liegt an der bedeutenden Nord-Süd-Verkehrsachse der polnischen Landesstraße DK63 (Teilstück der früheren deutschen Reichsstraße 131), die von der polnisch-russischen Grenze bis zur polnisch-belarussischen Grenze führt.
Der nächstgelegene internationale Flughafen ist der Flughafen Danzig, der jedoch nur über eine lange Anfahrtstrecke zu erreichen ist.
Zwischen 1905 und 1945 war Milken Bahnstation an der Bahnstrecke Lötzen–Arys (–Johannisburg), die kriegsbedingt aufgegeben und abgebaut wurde. Das Bahnhofsgebäude wird als privates Wohnhaus genutzt, auf dem ehemaligen Bahnhofsgelände befindet sich der gemeindliche Bauhof.

## Söhne und Töchter des Ortes
- Jan Jakub Hoynowius (1652–1698), evangelischer Pastor, Schriftsteller, Kantor  und Übersetzer von Kirchenliedern
- Joachim Kaiser (1928–2017), Kunstwissenschaftler und -kritiker.